# Teofil Katra
Teofil Katra (ur. 23 listopada 1901 w Wieliczce, zm. 22 stycznia 1983 w Łodzi) – nauczyciel geografii w łódzkich gimnazjach i liceach, krajoznawca, opiekun młodzieży zajmującej się krajoznawstwem i turystyką.

## Studia i praca zawodowa
Studiował na Uniwersytecie Jagiellońskim w Krakowie geografię, a po ukończeniu studiów rozpoczął pracę w gimnazjum w Krakowie. W 1936 przeniósł się do Łodzi, gdzie uczył m.in. w Gimnazjum Zimowskiego.
Podczas okupacji niemieckiej w Łodzi był jednym z głównych organizatorów tajnego nauczania w tym mieście. Na przełomie kwietnia i maja 1944 r. został aresztowany. Śledztwo przebył będąc osadzonym w więzieniu policyjnym przy ul. S. Sterlinga 16 w Łodzi, skąd 5 czerwca został wywieziony do więzienia przejściowego na Radogoszczu, a następnie 6 lipca do obozu koncentracyjnego Gross-Rosen na Dolnym Śląsku.
Po powrocie z obozu do Łodzi znów rozpoczął pracę nauczycielską, uczył geografii m.in. w VIII Liceum Ogólnokształcącym im. A. Asnyka w Łodzi. Pracując w szkole zajmował się między innymi organizowaniem wycieczek. W 1952 zmienił pracę, a opiekę nad Szkolnym Kołem Geograficzno-Turystycznym przejął od niego Wacław Krawczyk. W latach 60. XX w. uczył geografii i astronomii w XIX Liceum Ogólnokształcącym im. Adama Mickiewicza w Łodzi. Współorganizował Szkolny Ośrodek Krajoznawczo-Turystyczny i współpracował z nim wiele lat.

## Działalność społeczna pozazawodowa
W 1933 wstąpił w Krakowie do Polskiego Towarzystwa Krajoznawczego, a pracując w Łodzi, działał w Łódzkim Oddziale tego Towarzystwa. Po wojnie, po połączeniu Polskiego Towarzystwa Tatrzańskiego z Polskim Towarzystwem Krajoznawczym został członkiem (1951) Polskiego Towarzystwa Turystyczno-Krajoznawcznego. Działał w Komisji Krajoznawczej Łódzkiego Oddziału, a w latach 1966–1973 był jej przewodniczącym. Od 1960 wspólnie z Janiną Gemel i Ireną Szwalm prowadził pierwszą inwentaryzację krajoznawczą powiatu łódzkiego.
Po utworzeniu Oddziału Nauczycielskiego PTTK w Łodzi był od 1969 także jego działaczem. Zajmował się szkoleniem nauczycieli i programowaniem imprez turystyczno-krajoznawczych. Od 1976 działał w Komisji Seniorów istniejącej przy Zarządzie Wojewódzkim PTTK w Łodzi, w Związku Nauczycielstwa Polskiego oraz w Polskim Towarzystwie Schronisk Młodzieżowych.
Pochowany został na cmentarzu katolickim na Radogoszczu w Łodzi.

## Odznaczenia
- Medal Komisji Edukacji Narodowej,
- Złota Honorowa Odznaka PTTK,
- Złota Odznaka „Zasłużony Działacz Turystyki”,
- Złota Odznaka Polskiego Towarzystwa Schronisk Młodzieżowych,
- Złota Odznaka Polskiego Towarzystwa Geograficznego,

i inne odznaczenia związkowe i PTTK-owskie.